# Bergham (Tittmoning)
Bergham ist ein Stadtteil von Tittmoning im oberbayerischen Landkreis Traunstein. Das Dorf liegt circa dreieinhalb Kilometer westlich von Tittmoning.

## Baudenkmäler
Siehe auch: Liste der Baudenkmäler in Bergham
- Kapelle